# 木屋響子
木屋 響子（きや きょうこ、本名：木村 恭子（きむら きょうこ）、1971年1月20日 - ）は、日本のシンガーソングライター、マリンバ奏者。東京都世田谷区出身。
実父は音楽プロデューサーの木村英俊、実母はマリンバ奏者の安倍圭子。
世田谷区立弦巻小学校、世田谷区立弦巻中学校、目黒星美学園高等学校を経て、桐朋学園大学音楽学部を卒業。
1993年より、ソロプロジェクトKYOKO Sound Laboratoryとしてフォルテミュージックエンタテインメントからシングル12枚、アルバム4枚をリリース、その後は現アーチスト名でインディーズ活動を開始。マリンバの弾き語りという演奏が特徴である。幼少期より、父親(パウロの洗礼名を受けていた)の影響を受けカトリック教会で幼児洗礼を授かり、自身もマリアの洗礼名を授かる。高校時代にも、カトリック目黒星美学園で献身を受け、同じく洗礼名マリアを選ぶ。
後述の通り、アーティストとしての活動の中で名義を度々変更しているが、本項目中では便宜上項目名でもある木屋響子で統一する。

## 経歴
- 1988年 - マリンバ演奏にてNHK洋楽オーディションに合格、FMリサイタル出演。
- 1991年 - 本名の木村恭子名義でシンガーソングライター活動を開始、日本コロムビアより発売されたデビューシングル「遠い星をみつめて」は、テレビ東京の深夜番組『水晶の青い影』のテーマソングにも起用された。
- 1992年 - テレビ映画『パステルLove』のテーマソング音楽（人魚の夢、真っ白い贈り物、My Home Town, Purple Tonight,他など）を手がける。このころから前作では実現できなかった、エンヤの影響を受けた一人声の多重録音を実験的に試みる。
- 1993年 - 2月11日に、シングル「See You Again」でフォルテミュージックエンタテインメント（FME）よりKYOKO Sound Laboratory（筆名：KYOKO） 名義でデビュー。同曲はFM埼玉・NACK5の『JAPANESE DREAM』にて、ファン投票第3位にも選ばれた。また同年にはNHK邦楽オーディションに合格した他、FM東京主催のもとTOKYO FM HALLにてファースト・ライブを開催。
- 1994年 - 11月にリリースしたシングル「KYRIE キリエ」が、前出の『JAPANESE DREAM』11月度のグランプリに選ばれる。同年には木屋響子の音楽を映像化したミニ番組「プチCOM」（テレビ朝日）がスタート。
- 1995年 - 当時FME社長であった父・木村英俊と、共同出資会社である日本コロムビア社長との間に意見の相違が生じ、木村がFME社長を自ら退任。これに伴いFMEは「コロムビア・エデュテインメント」と改名してアニメ音楽専門となる一方、木村はKYOKO Sound Laboratoryの原盤権を買い取り、安倍圭子の出資で有限会社ジーベック音楽出版を設立、FMEとの契約を解消する。
- 1996年 - KYOKO Sound Laboratoryとしての活動の傍ら、父からの社長命令により木屋響子（木谷恭子）名義でCDをリリースするようになる。ファーストシングルは「ジャスミンの眠る黄河の泡」。
- 1998年 - この年より、それまでの作詞、作曲、歌唱に加え本格的に、編曲・シンセプログラミング&シーケンス演奏を自身で行い始める。読売カルチャーサロンで講師を務める。

- 1999年 - ZABADAKライブに参加。
- 2002年 - この年から2004年9月までの約2年間、フランス、イギリス、アメリカに滞在。アメリカ滞在中にはレコーディングやミキシング・マスタリングも独学で学んでおり、この時期に制作したアルバム『火の鳥〜エデナ創世紀』、マキシシングル『KSL MU』、『Prayer』、『Prayer II』、『3/8Forests』のミキシング・マスタリングも、いずれも木屋響子(本名：木村恭子)自ら担当。『3/8Forests』以外の3曲はアメリカでもリリースされた。
- 2003年 - 『手塚治虫「火の鳥 EDENA創世紀」』リリース。
- 2004年 - 6月に「私はピーコ」が日本でアニメ化され、同作品の音楽をアメリカにて制作。帰国後にはFM三重にて「木屋響子Sound　Laboratory」のパーソナリティをつとめる。
- 2007年 - 9月より、名義をデビュー当初の木村恭子、および木村恭子KYOKO Sound Laboratoryへと戻す。
- 2013年 - 実母の旧姓を名乗った安倍恭子名義で、浅草公会堂名流祭にてマリンバを演奏。
- 2016年 - フランスの作曲家「Revoice」パスカル・ザバロ（Pascal Zavaro composed） の楽曲を世界初演する。vocalとマリンバの弾き歌い（松尾芭蕉、正岡子規などの詩）を、豊洲シビックセンターホールと市ヶ谷ルーテル教会にて初演。
- 2016年 - 大阪市いずみホール、東京文化会館大ホールで開かれた安倍圭子80年記念傘寿の記念コンサートにて、母と共演。
- 2017年 - 安倍圭子傘寿の会で、スイスのローザンヌに連れて行かれ、安倍圭子の楽曲を数曲デュエットを頼まれた。
- 2018年 - 自身の創作アルバム 『True Love Monju Love（文殊様Love）Kudara Kannon　Love（百済観音様Love）Vol.1 /木村恭子Kyoko Sound Laboratory』（エンジニア／川嶋信博）を7月25日にリリース。近くのスタジオを借り深く言葉にこだわり3年越しで完成させた。

## 名義について
前述の通り、フォルテミュージックエンタテインメント（FME）所属時代はKYOKO Sound Laboratory（KYOKO）名義で活動しており、その後インディーズ活動を始めるに当たって本名の木村恭子に戻す意向であったが、同姓同名のアーティストが1997年より活動を始めたことや、FME社長である父・木村英俊からの命令もあり、木谷恭子＜きや きょうこ＞へと改名している。木谷の「谷」は、地名である渋谷や世田谷などの谷の当字である。しかしその後も、面白みに欠けるとの理由から木谷響羽子へ、さらに姓名判断により改名を薦められたことから木屋響子へと、度々表記を変更。木屋響子の曽祖父でもある梅松が養子縁組した木村家ゆかりの地である気屋村（現・石川県かほく市気屋あ50）という地名を意識して、気屋の気を木村の木にしたとされる。木屋響子自身もかほく市長の油野和一郎と対面したことがある。元々本名で活動したかったという気持ちもあり、実際に日本コロムビアからのデビュー当初も木村恭子名義で演奏活動を行っていたことから、改名以降も木屋響子（本名：木村恭子）と表記していた。最終的に2007年に名義を木村恭子および木村恭子KYOKO Sound Laboratory、木村恭子KYOKOへと戻しており、以降は木村恭子名義を基本としつつ2013年からは前述の通り安倍恭子も使用するようになるなど、芸名活動名を臨機応変に使い分ける形で音楽活動を行っている。

## ディスコグラフィ

### シングル
フォルテミュージックエンタテインメント
- 『See You Again』 (1993年2月11日)
- 『私はピーコ』 (1993年12月1日)
- 『ひと粒の砂』 (1994年2月21日)
- 『INSIDE OUT』 (1994年6月21日)
- 『私はピーコ 〜私はピーコ〜』※CD文庫 (1994年8月21日)
- 『Kyrie』 (1994年11月21日)
- 『ASKA』 (1995年3月21日)
- 『私はピーコ 〜モグラの幸せ〜』※CD文庫 (1995年3月21日)
- 『想い出を花束にかえて』 (1995年4月1日) - 映画『人造人間ハカイダー』イメージソング
- 『ガイアの詩』 (1995年4月21日)
- 『火の鳥 -黎明編-』※秋田CD文庫 (1995年6月20日)
- 『火の鳥 -未来編-』※秋田CD文庫 (1995年7月20日)
※CD文庫はFMEの企画CDシリーズで、シングルCDと冊子がセットになっていた。「私はピーコ」シリーズの冊子の内容は作者自身の描いた絵本。
※秋田CD文庫はFMEと秋田書店のコラボレーション企画で、手塚治虫の漫画作品を収録した冊子とイメージソングを収録したCDのセット。

バンダイミュージックエンタテインメント
- 『あっちむいて どっちむいて たまごっち』 (1997年5月1日)たまごっち公式イメージソング（作詞：木谷恭子＜当時筆名＞・作曲：小林亜星）「KYOKO Sound Laboratoryと小林亜星」のデュエット

ジーベック音楽出版
- 『ジャスミンの眠る黄河の泡』 (1997年12月25日)
- 『Water Blue』 (1998年9月10日) 木屋響子（木谷響羽子＜当時筆名＞）としてのファーストプロデュースCD。1曲が7分33秒。ジャケットは、海洋写真家水口博也の協力による。
- 『Midnight Calling』(2000年4月)
- 『前略Dear』 (2001年)
- 『Be Alive』 (2002年)
- 『火の鳥　EDENA創世紀』(2002年)
- 『KSL MU』 (2003年)
- 『Prayer』(2003年)
- 『3/8Forests』with上野洋子(2004年)
- 『がらくたの歌』 (2004年10月) 『手塚治虫「がらくたの歌」からがらくたの詩』（作詞/手塚治虫 作曲/木屋響子）を含むマキシシングル
- 『雨にうたれてもLove&Peace』 (2004年11月)
- 『アラベスク模様の運命』 (2005年)
- 『ブラック・ジャックへのオマージュ』(2006年3月25日) 木屋響子（木村恭子）&水木一郎

### アルバム
フォルテミュージックエンタテインメント　後にジーベック音楽出版より再リリース。
- 『グリーンな風の中で』 (1993年5月21日)
- 『月の石がみている夢』 (1994年4月21日)
- 『Maria』 (1994年10月21日)
- 『See You Again』 （『グリーンな風の中で』のリメイク） (1995年3月21日)

ジーベック音楽出版
- 『ガイアの詩』 (1998年11月20日) - 「ジャスミンの眠る黄河の泡」など過去にリリースした曲と新曲「真っ白い贈り物」や「ジェネレーション」等
- 『All My Song Is All My Life』 (2001年)
- 『あっちむいて どっちむいて ピヨッち』 (2003年)
- 『All My Song Is All My Life 05』(2005年12月20日)
- 『Wind For Driving 祈風』(2006年12月10日)
- 『Lonely』(2007年11月28日)全18曲 木村恭子 KYOKO Sound Laboratory名義
- 『風の詩』(2009年6月25日)全17曲 木村恭子 KYOKO Sound Laboratory名義
- 『木村恭子KYOKO Sound Laboratory マリンバ&ピアノ弾き語り』(2012年7月1日)
- 『True Love Monju Love（文殊様Love）Kudara Kannon Love（百済観音様Love）Vol.1 /木村恭子Kyoko Sound Laboratory』(2018年7月25日)
- 『神様へ』(2021年11月21日)木村恭子
- 『NO WAR』(2023年7月21日)木村恭子

### 楽曲提供
- 『虹色クリスタルスカイ』（歌：速水けんたろう。テレビ朝日系『超力戦隊オーレンジャー』挿入歌、KYOKO名義で作詞・作曲を担当）

企画段階では本曲がオープニング主題歌、『See You Again』がエンディング主題歌として使用される予定だったが変更となった。通信カラオケでは2曲とも『オーレンジャー』の楽曲として登録されていた。

## 出演

### TV
- 1994年 千葉テレビ『歌のランチボックス』レギュラー
- 1994年10月〜1996年3月 テレビ朝日「プチCOM」
  - 自身の曲をストーリーにした番組、金曜夜23時50分-0時(土曜深夜)に放送

### ラジオ
- 1993年 - 1995年 和歌山放送（月）～（金）深夜10分番組のレギュラーパーソナリティ
- 1995年4月2日 - 10月1日 毎週日曜日AM5:00-7:00 Nack5 『KYOKO Sound Laboratory』のDJ
- 2004年10月1日からFM三重のDJを務める。
- 2009年4月 - 2010年9月末 ラジオ日本ウハウハ大放送 内にて、『木村恭子KYOKO Sound Laboratory Time』5分コーナーとしてオリジナル自作曲をオンエア。
- 2022年からFMフチューズ[2]にて、木村恭子KYOKO Sound Laboratoryでオリジナル自作楽曲をオンエア。